# Гебраїстична історико-археографічна комісія при ВУАН
Гебраїстична історико-археографічна комісія при ВУАН також Жидівська історично-археографічна комісія при ВУАН — перша науково-дослідницька академічна установа з проблем юдаїзму в складі Археографічної комісії ВУАН. Утворена 1919 року з ініціативи групи київських істориків і за підтримки академіків Д. Багалія та А. Кримського при історико-філологічному відділенні ВУАН з метою зібрання та впорядкування матеріалів з історії євреїв України. Склад комісії не був сталим. У різні роки тут працювали історики Д.Бродський, Бен-Ціон Дінур, Д. Вайнштейн, І. Галант, гебраїст В. Іваницький, філолог В. Рибинський, бібліофіл Яків Ізраельсон, Абрам Каган. Серед літа 1919 року комісія  відокремилася від Археографічної комісії та розпочала самостійну діяльність.
Комісія зібрала унікальну колекцію документів із різних аспектів політичного, економічного, релігійного та культурного життя євреїв України, видала серію наукових праць з юдаїзму. Підтримувала наукові контакти з єврейськими установами в Західній Європі. Впродовж усього періоду свого існування комісія зазнавала ідеологічного тиску з боку радянського партійного керівництва УСРР за «націоналізм і буржуазність». Ліквідована 1929 року.